# Дафферін (Манітоба)
Дафферін (англ. Dufferin) — сільський муніципалітет в Канаді, у провінції Манітоба.

## Населення
За даними перепису 2016 року, сільський муніципалітет нараховував 2435 жителів, показавши зростання на 1,7%, порівняно з 2011-м роком. Середня густина населення становила 2,7 осіб/км².
З офіційних мов обидвома одночасно володіли 120 жителів, тільки англійською — 2 280, тільки французькою — 5, а 25 — жодною з них. Усього 575 осіб вважали рідною мовою не одну з офіційних, з них 5 — українську.
Працездатне населення становило 74,4% усього населення, рівень безробіття — 3,4% (2,2% серед чоловіків та 4% серед жінок). 68,1% були найманими працівниками, 31,5% — самозайнятими.
Середній дохід на особу становив $63 002 (медіана $34 581), при цьому для чоловіків — $83 776, а для жінок $40 526 (медіани — $42 317 та $27 648 відповідно).
27,2% мешканців мали закінчену шкільну освіту, не мали закінченої шкільної освіти — 23,8%, 49,1% мали післяшкільну освіту, з яких 35,7% мали диплом бакалавра, або вищий, 10 осіб мали вчений ступінь.
| Статево-вікова структура населення | Статево-вікова структура населення | Статево-вікова структура населення | Статево-вікова структура населення | Статево-вікова структура населення |
| ---------------------------------- | ---------------------------------- | ---------------------------------- | ---------------------------------- | ---------------------------------- |
|                                    |                                    |                                    |                                    |                                    |
| Всього                             | Всього                             | 52,4%47,6%                         |                                    |                                    |
| 0 — 14 років                       | 0 — 14 років                       |                                    | 28,1%                              | 28,1%                              |
| 15 — 64 років                      | 15 — 64 років                      |                                    | 60%                                | 60%                                |
| 65 і більше                        | 65 і більше                        |                                    | 11,9%                              | 11,9%                              |
| 85 і більше                        | 85 і більше                        |                                    | 0,4%                               | 0,4%                               |
| Середній вік (років)               | Середній вік (років)               | 35,334,7                           | 35,0                               | 35,0                               |
| Медіана (років)                    | Медіана (років)                    | 34,833,9                           | 34,2                               | 34,2                               |
| — чоловіки — жінки                 |                                    |                                    |                                    |                                    |

| Походження мешканців:     | Походження мешканців:     | Походження мешканців: | Походження мешканців: | Походження мешканців: |
| ------------------------- | ------------------------- | --------------------- | --------------------- | --------------------- |
| Походження                |                           |                       | осіб                  | %                     |
| Корінні американці        | Корінні американці        |                       | 80                    | 3.52%                 |
| Інше північноамериканське | Інше північноамериканське |                       | 465                   | 20.44%                |
| Європейське               | Європейське               |                       | 2 000                 | 87.91%                |
| британське                | британське                |                       | 860                   | 37.8%                 |
| французьке                | французьке                |                       | 225                   | 9.89%                 |
| українське                | українське                |                       | 225                   | 9.89%                 |
| Латинськоамериканське     | Латинськоамериканське     |                       | 60                    | 2.64%                 |

| Зайнятість населення за галузями (за класифікацією NOC): | Зайнятість населення за галузями (за класифікацією NOC): | Зайнятість населення за галузями (за класифікацією NOC): | Зайнятість населення за галузями (за класифікацією NOC): | Зайнятість населення за галузями (за класифікацією NOC): |
| -------------------------------------------------------- | -------------------------------------------------------- | -------------------------------------------------------- | -------------------------------------------------------- | -------------------------------------------------------- |
|                                                          |                                                          |                                                          |                                                          |                                                          |
| Управління                                               | Управління                                               |                                                          | 26,6%                                                    | 26,6%                                                    |
| Бізнес, фінанси та адміністрування                       | Бізнес, фінанси та адміністрування                       |                                                          | 6,8%                                                     | 6,8%                                                     |
| Природничі та прикладні науки                            | Природничі та прикладні науки                            |                                                          | 3%                                                       | 3%                                                       |
| Охорона здоров'я                                         | Охорона здоров'я                                         |                                                          | 7,6%                                                     | 7,6%                                                     |
| Освіта, правозахист, муніципальні та урядові служби      | Освіта, правозахист, муніципальні та урядові служби      |                                                          | 10,1%                                                    | 10,1%                                                    |
| Мистецтво, культура, відпочинок та спорт                 | Мистецтво, культура, відпочинок та спорт                 |                                                          | 2,5%                                                     | 2,5%                                                     |
| Роздрібна торгівля та послуги                            | Роздрібна торгівля та послуги                            |                                                          | 11,8%                                                    | 11,8%                                                    |
| Гуртова торгівля, транспорт та обладнання                | Гуртова торгівля, транспорт та обладнання                |                                                          | 22,4%                                                    | 22,4%                                                    |
| Природні ресурси, сільське господарство                  | Природні ресурси, сільське господарство                  |                                                          | 7,6%                                                     | 7,6%                                                     |
| Виробництво                                              | Виробництво                                              |                                                          | 2,5%                                                     | 2,5%                                                     |

## Населені пункти
До складу сільського муніципалітету входить містечко Карман, а також хутори, інші малі населені пункти та розосереджені поселення.

## Клімат
Середня річна температура становить 3°C, середня максимальна – 24,1°C, а середня мінімальна – -23,7°C. Середня річна кількість опадів – 514 мм.
| Клімат поселення                              | Клімат поселення | Клімат поселення | Клімат поселення | Клімат поселення | Клімат поселення | Клімат поселення | Клімат поселення | Клімат поселення | Клімат поселення | Клімат поселення | Клімат поселення | Клімат поселення | Клімат поселення |
| Показник                                      | Січ.             | Лют.             | Бер.             | Квіт.            | Трав.            | Черв.            | Лип.             | Серп.            | Вер.             | Жовт.            | Лист.            | Груд.            |                  |
| Середній максимум, °C                         | −10,84           | −6,92            | 0,26             | 10,10            | 18,41            | 23,78            | 24,07            | 23,16            | 17,72            | 10,70            | 0,24             | −8,84            |                  |
| Середня температура, °C                       | −17,26           | −13,35           | −6,14            | 3,68             | 11,99            | 17,36            | 19,46            | 18,57            | 13,10            | 6,10             | −4,38            | −13,46           |                  |
| Середній мінімум, °C                          | −23,7            | −19,77           | −12,57           | −2,74            | 5,58             | 10,94            | 14,86            | 13,98            | 8,50             | 1,49             | −8,97            | −18,06           |                  |
| Норма опадів, мм                              | 20               | 19               | 29               | 33               | 68               | 83               | 75               | 63               | 43               | 32               | 25               | 24               |                  |
| Середньомісячна швидкість вітру, м/с          | 4.40             | 4.30             | 4.45             | 4.60             | 4.70             | 4.10             | 3.60             | 3.70             | 4.20             | 4.50             | 4.50             | 4.40             |                  |
| Середньомісячна сонячна радіація, кДж/м²·день | 4344             | 7726             | 12524            | 17067            | 19879            | 21104            | 21772            | 18561            | 12860            | 7750             | 4372             | 3300             |                  |
| --------------------------------------------- | ---------------- | ---------------- | ---------------- | ---------------- | ---------------- | ---------------- | ---------------- | ---------------- | ---------------- | ---------------- | ---------------- | ---------------- | ---------------- |
| Джерело:                                      |                  |                  |                  |                  |                  |                  |                  |                  |                  |                  |                  |                  |                  |